# Adolph von Steinwehr

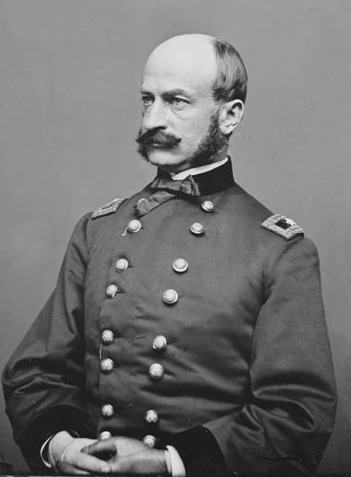
Adolph von Steinwehr

Baron Adolph Wilhelm August Friedrich von Steinwehr (* 25. September 1822 in Blankenburg, Harz; † 25. Februar 1877 in Buffalo, New York) war ein braunschweigisch-deutscher Heeresoffizier, der in den 1850ern nach Nordamerika in die Vereinigten Staaten von Amerika auswanderte, um dort als Geograph und Kartograph sowie Offizier seinen Lebensunterhalt zu bestreiten. Außerdem verfasste er als Autor einige Schriften. Nach Ausbruch des Amerikanischen Bürgerkriegs diente von Steinwehr als General im Heer der Union und war unter anderem an der Schlacht von Gettysburg beteiligt.

## Kindheit und Jugend
Von Steinwehr wurde in Blankenburg, einer kleinen Stadt im damaligen Herzogtum Braunschweig geboren. Er entstammt einer Familie mit militärischer Tradition. Sein Großvater Friedrich Wilhelm von Steinwehr kämpfte im preußischen Heer von Friedrich dem Großen. Seine Eltern waren der Braunschweiger Major Friedrich Franz Ferdinand von Steinwehr (* 26. Juni 1781; † 27. Juli 1841) und dessen Ehefrau Ernestine von Göden (1790–1873).
Von Steinwehr besuchte schon als junger Kadett die Militärakademie in Braunschweig, wo er von Beginn an auf den Offiziersdienst vorbereitet wurde. 1841 machte er mit 19 Jahren seinen Abschluss und wurde als Offizier (Leutnant) in die Dienste der Braunschweiger Armee übernommen. Ende 1841 heiratete er aber Florence Mary Murrell (1822–1905) aus Mobile (sie bekam später noch eine Pension vom Congress).
Seine Tochter Hildegard Luise Valeska (* 11. Oktober 1857) heiratete später den preußischen Major Hermann Gustav Carl von Meysenbug (* 2. Februar 1848), Ernestine Olga (1852–1942) heiratete Maximilian von Werner (* 5. November 1847; † 27. Dezember 1938).
Nur sechs Jahre später quittierte er seinen Dienst dort und wanderte in die Vereinigten Staaten aus. Nach der Überfahrt siedelte er sich bald im ländlichen Alabama an. Als Ingenieur diente er beim U.S. Coastal Survey und kontrollierte mit diesem während amerikanisch-mexikanischen Krieges die Grenze zu Mexiko sowie die (damalige) Grenzstadt Mobile, Alabama. Da er aber trotz ausdrücklichen Wunsches dort keine Möglichkeit erhielt, seine soldatischen Fähigkeiten im Kampf zu demonstrieren, kehrte er 1849 enttäuscht nach Braunschweig zurück.
1854 zog er erneut in die Vereinigten Staaten, wo er eine Farm nahe Wallingford, Connecticut erwarb. Später zog es ihn weiter in den Bundesstaat New York, wo er bei Ausbruch des Bürgerkrieges lebte.

## Im Sezessionskrieg
Zu Beginn des Bürgerkrieges stellte von Steinwehr ein Regiment auf, welches überwiegend aus Deutschstämmigen bestand. Dieses 29th New York Infantry Regiment nahm unter ihm an der Ersten Schlacht am Bull Run teil, wo es – zunächst in Reserve gehalten – eine bedeutende Rolle bei der Aufklärung und Sicherung des Rückzugweges der Unionstruppen erfüllte, wobei die militärischen und geographischen Fähigkeiten Steinwehrs sich bewährten. Ab Oktober 1861 kommandierte er die zweite Brigade in General Ludwig Blenkers Division im Verband der Potomac-Armee. Unter von Steinwehrs Kommando wurde die Brigade am 1. April 1862 Generalmajor John C. Frémonts so genanntem „Mountain Departement“ unterstellt und kämpfte in der Valley-Kampagne gegen Generalmajor Thomas J. Jackson (bekannt als Stonewall Jackson) und dessen konföderierte Truppen. Am 12. Juni 1862 wurde von Steinwehr zum Brigadegeneral der Freiwilligen befördert, rückwirkend zum 12. Oktober 1861.
Nachdem kurz darauf Generalmajor Franz Sigel, wie von Steinwehr aus Deutschland stammend, das Kommando über das Korps übernommen hatte, erhielt von Steinwehr das Kommando über die 2. Division des Korps. Unterstellt waren beide Verbände bald darauf der Virginia-Armee unter Generalmajor John Pope. Dieser nahm an der Nord-Virginia-Kampagne teil, spielte aber nur eine untergeordnete Rolle in der zweiten Schlacht am Bull Run. In der Schlacht am Antietam und der Schlacht von Fredericksburg kam er nicht zum Einsatz.
Nach Sigels Rücktritt im Februar 1863 erhielt Generalmajor Oliver Otis Howard das Kommando über das XI. Korps. Steinwehr kommandierte weiter die 2. Division im Verband, so auch in der Schlacht bei Chancellorsville und in der berühmten Schlacht von Gettysburg. In beiden Schlachten stand von Steinwehrs Division im Mittelpunkt entscheidender Gefechte, in denen er sich trotz nicht abzuwendender Rückschläge und darauf folgenden Rückzuges seiner dezimierten Kräfte einen guten Ruf wahren konnte. Nach Chancellorsville, wo von Steinwehr dem überraschenden Flankenangriff seines Kontrahenten „Stonewall“ Jackson weichen musste, attestierte ihm General Howard „kühle, gefasste und urteilsfähige“ Haltung während des Gefechts. In Gettysburg traf ihn die volle Wucht des Angriffs von Generalleutnant Richard Ewells Zweiten Korps im Eröffnungsgefecht am 1. Juli 1863, so dass sich die Division unter schweren Verlusten auf den Friedhof von Gettysburg zurückziehen musste. Brigadegeneral Alpheus S. Williams, Kommandeur einer Division des XII. Korps, bezeichnete ihn als „bemerkenswert intelligente und verständnisvolle Person“. Gleichwohl schwächten die Verluste (darunter auch viele der deutschstämmigen Unionssoldaten des 29. Regiments) die Kampfkraft des gesamten Korps, welches im September desselben Jahres zum westlichen Kriegsschauplatz in Marsch gesetzt wurde.
Dort fusionierte es mit dem ähnlich geschwächten XII. Korps zum neuen XX. Korps, das Generalmajor Joseph Hooker unterstellt wurde. Allerdings sah Steinwehr keine weiteren Einsätze. Von April bis Juli 1864 war er auf Genesungsurlaub. Seinen wiederholten Gesuchen um Verwendung auf einem neuen Dienstposten wurde nicht entsprochen. Am 19. Juni 1865 reichte er seinen Rücktritt ein, der am 3. Juli angenommen wurde.

## Postbellum
Nach dem Krieg war von Steinwehr als Geograph und Kartograph tätig. Nach seiner Rückkehr nach Connecticut trug man ihm eine Professur an der Yale University an, die er annahm. Nach einigen Semestern Lehrtätigkeit zog er nach Washington, D.C., später nach Ohio und schließlich nach Buffalo, wo er 54-jährig verstarb. Seine letzte Ruhestätte befindet sich auf dem „Albany Rural Cemetery“ in Menands, New York.

## Werke (Auswahl)
Steinwehr war ein produktiver Autor und Herausgeber wissenschaftlicher Literatur. Einige seiner Schriften sind
als Verfasser:
- A School Geography: Embracing a Mathematical, Physical, and Political Descriptions of the Earth (veröffentlicht 1870);
- Primary Geography (veröffentlicht 1870; als Koautor)
- An Elementary Treatise on Physical Geography (1873);

als Herausgeber:
- The Centennial Gazetteer of the United States (1874).